# 대한민국 상법 제89조
대한민국 상법 제89조는 경업금지에 대한 상법총칙의 조문이다.

## 조문
제89조 (경업금지) (1) 대리상은 본인의 허락없이 자기나 제3자의 계산으로 본인의 영업부류에 속한 거래를 하거나 동종영업을 목적으로 하는 회사의 무한책임사원 또는 이사가 되지 못한다.

(2) 제17조제2항 내지 제4항의 규정은 대리상이 전항의 규정에 위반한 경우에 준용한다.

## 해설
상법은 대리상에 대해서만 경업금지의무를 지울뿐, 중개인, 위탁매매인에 대해서는 금지의무를 지우지 않는다.